# St. Nikolaus (Heringhausen)

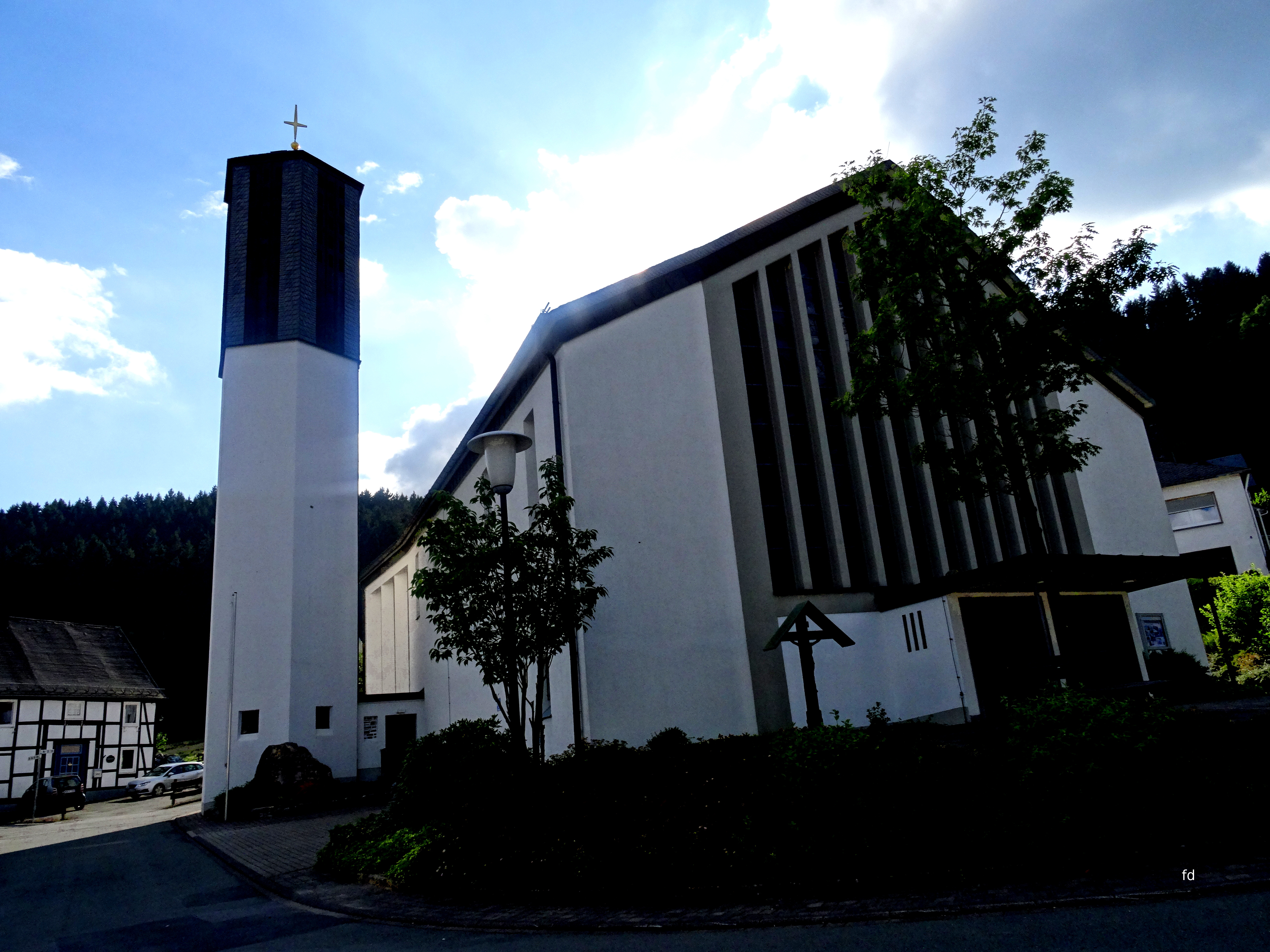
St. Nikolaus (Heringhausen)

Die römisch-katholische Pfarrkirche St. Nikolaus ist ein ortsbildprägendes Kirchengebäude in Heringhausen, einem Ortsteil von Bestwig im Hochsauerlandkreis (Nordrhein-Westfalen).

## Geschichte und Architektur
Die Vorgängerkirche wurde im Laufe der Zeit mehrfach umgebaut und entsprach nicht mehr den räumlichen Ansprüchen.
Das neue Gebäude wurde von 1965 bis 1966 nach Entwürfen des Architekten Heinrich Stiegemann errichtet. Die kürzeren Seiten des länglichen Baukörpers sind abgerundet. Das einschiffige Langhaus unter einem Satteldach verjüngt sich in Richtung Altar. Der Altarraum verjüngt sich leicht in der Gegenrichtung. Bei dem geraden First ergeben sich schräg angesetzte Dachtraufen. Das Dach ist verschiefert, die Außen- und Innenmauern sind weiß angestrichen. Die Decke ist mit Holz verkleidet, sie folgt der Form des Daches. Die seitlichen Fenster im Altarraum sind durch schräg eingestellte Mauerzungen abgetrennt und so vom Schiff aus nicht einsehbar. Sie ergeben somit eine indirekte Beleuchtung. Das Schiff wird durch die Fenster in den Seitenwänden belichtet. Bestimmendes Element in der Kirche ist eine Glaswand an der Rückseite. Sie zeigt die Darstellung des himmlischen Jerusalem und wurde nach Entwürfen von Wilhelm de Graaff und Nikolaus Bette angefertigt. Die Sängerempore steht in voller Wandbreite unter dem Glasfenster, der Orgelprospekt wurde an der linken Ecke aufgebaut. Die seitlich angefügte Sakristei steht unter der zweiten Empore.

## Kirchturm
Der Kirchturm steht auf einem sechseckigen Grundriss neben der Kirche. Er ist mit einem Zeltdach bekrönt. Der obere Bereich ist durch Schallöffnungen gegliedert, er wurde nachträglich verschiefert. Das Erdgeschoss wird als Kapelle genutzt, es ist über einen kurzen Gang von der Kirche aus erschlossen.

## Ausstattung
- Die Orgel besitzt 2 Manuale, 36 Ranks und 25 Register.
- Der Beichtstuhl und die Anbetungsnische stehen unter der Empore.
- Der Altar aus Stein steht in dem erhöhten Altarraum.
- Hinter dem Altar steht eine Stele mit einem Kreuz; sie ist eine Arbeit von Wilhelm Winkelmann.
- Von Winkelmann stammen auch die Portale und der Tabernakel.